# Ontário Meridional
Ontário Meridional ou Sul de Ontário (em inglês: Southern Ontario) é uma região primária da província de Ontário no Canadá. Abrange entre 14 e 15% da área da província, dependendo da inclusão ou não dos distritos de Parry Sound e Muskoka. Com mais de 12,7 milhões de pessoas, a região abriga aproximadamente um terço da população do Canadá, que de cerca de 35,1 milhões.